# Eremobates ascopulatus
Espèce
Synonymes
- Eremobates septentrionis Muma, 1970
- Eremobates flavus Muma, 1989
- Eremobates consors Muma, 1989

Eremobates ascopulatus est une espèce de solifuges de la famille des Eremobatidae.

## Distribution
Cette espèce est endémique des États-Unis. Elle se rencontre en Utah, au Nevada et en Californie.

## Description
Le mâle holotype mesure 23,0 mm.
Les mâles mesurent de 19,5 à 23,0 mm et les femelles de 18,5 à 27,0 mm.

## Publication originale
- Muma, 1951 : The Arachnid order Solpugida in the United States. Bulletin of the American Museum of Natural History, no 97, p. 31-141 (texte intégral).